# Alas (novela de Mijaíl Kuzmín)

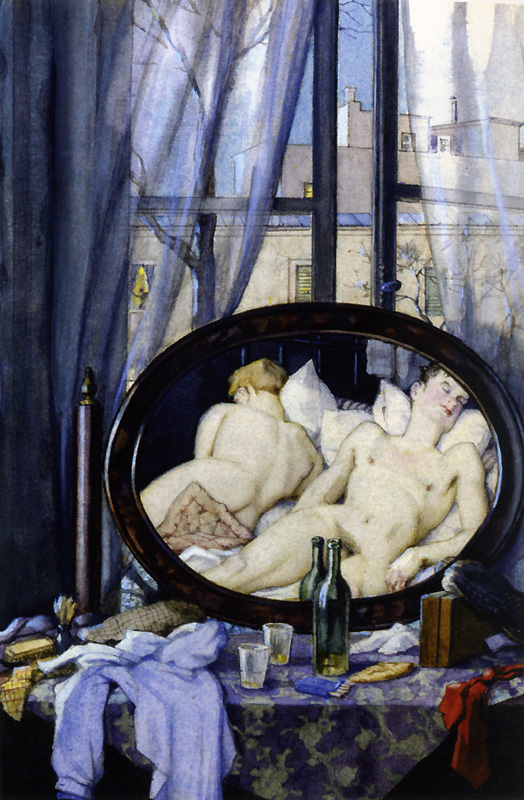
Los amantes de Konstantín Sómov.

Alas (del ruso: Крылья) es una novela de Mijaíl Kuzmín, publicada en 1906. Fue la primera novela rusa de temática homosexual y causó un gran escándalo en el ambiente literario conservador de la Rusia zarista.

## Argumento
La novela trata de la pasión de un adolescente huérfano, Vania Smurov, por su mentor, Larion Strup, que lo inicia en el descubrimiento del mundo del arte clásico, renacentista y romántico. Al final de la primera parte, Vania queda conmocionado cuando descubre que el objeto de su admiración frecuenta un baño público para homosexuales. Para aclarar sus sentimientos, Vania se retira al campo, a la región del Volga, pero su experiencia nauseabunda con las aldenas, cuyos incentivos para que él disfrute su juventud no son más que burdas tentativas de seducción, induce Vania a aceptar la invitación de uno de sus profesores para acompañarle en un viaje por Italia. En la última parte de la novela, Vania y Strup, que también se encuentra en Italia, disfrutan del suave clima del Mediterráneo y las obras de arte deslumbrantes de Florencia y Roma, mientras el príncipe Orsini habla al delicado joven sobre el arte del hedonismo.

## Recepción crítica
Aunque la novela fue escrita de forma competente, en un estilo elegante y original, su recepción quedó marcada por el escándalo. El tema central, de gran sensualidad estética, generó comparaciones con las obras contemporáneas de Oscar Wilde y André Gide, que cubren un territorio temático similar. Vladimir Nabokov parodió la novela de Kuzmin en su cuento «El ojo vigilante»,  dando al protagonista el nombre de «Smurov», siendo «Vania» una muchacha. De acuerdo con Justin Torres, «Alas no es sólo una obra estéticamente subversiva, es una defensa franca de la homosexualidad».

## Edición en español
- Kuzmín, Mijaíl (2019). Alas (1ª edición). Madrid: Akal. ISBN 9788446047667.